# Port lotniczy Şəki
Port lotniczy Şəki – port lotniczy położony w Şəki, w Azerbejdżanie. Obsługuje głównie połączenia krajowe.